# Warre B. Wells
Warre Bradley Wells (n. 1892, Dublin, Regatul Unit al Marii Britanii și Irlandei – d. 1958) a fost un scriitor, jurnalist, traducător și redactor de ziar irlandez. 

## Biografie
Născut la Dublin, Irlanda și membru al Bisericii din Irlanda, el a editat ziarul The Church of Ireland Gazette din 1906 până în 1918, a îndeplinit pentru o perioadă funcțiile de redactor asistent și redactor principal la ziarul Irish Times din 1911 până în 1918. și a servit în calitate de corespondent de război, scriind rubrica săptămânală The War this Week.
El a editat apoi ziarul săptămânal Irish Statesman (în anii 1919-1921), care a promovat opiniile politice ale partidului Irish Dominion League și a lucrat pentru ziarele Liverpool Daily Post și Liverpool Echo din Anglia, de unde era originară familia lui. A scris o biografie a politicianului irlandez John Redmond.

## Publicații
- The Life of John Redmond de Warre B. Wells (1919)
- An Irish Apologia; Some Thoughts on Anglo-Irish Relations and the War de Warre B. Wells (1917)
- A History of the Irish Rebellion (of 1916) de Warre B. Wells (1916)
- Viper's Tangle de François Charles Mauriac, Warre B. Wells (traducător)
- Desire, de Jean Fayard, tradusă de Warre Bradley Wells, The Century Co. (1932)